# Pont des Soupirs (Oxford)
Pour les articles homonymes, voir Pont des Soupirs (homonymie).
Hertford Bridge, souvent appelé Pont des soupirs (Bridge of Sighs), est une voie aérienne reliant deux parties de Hertford College sur New College Lane à Oxford, en Angleterre. Son design distinctif en fait un point de repère de la ville.

## Nom impropre et mythe

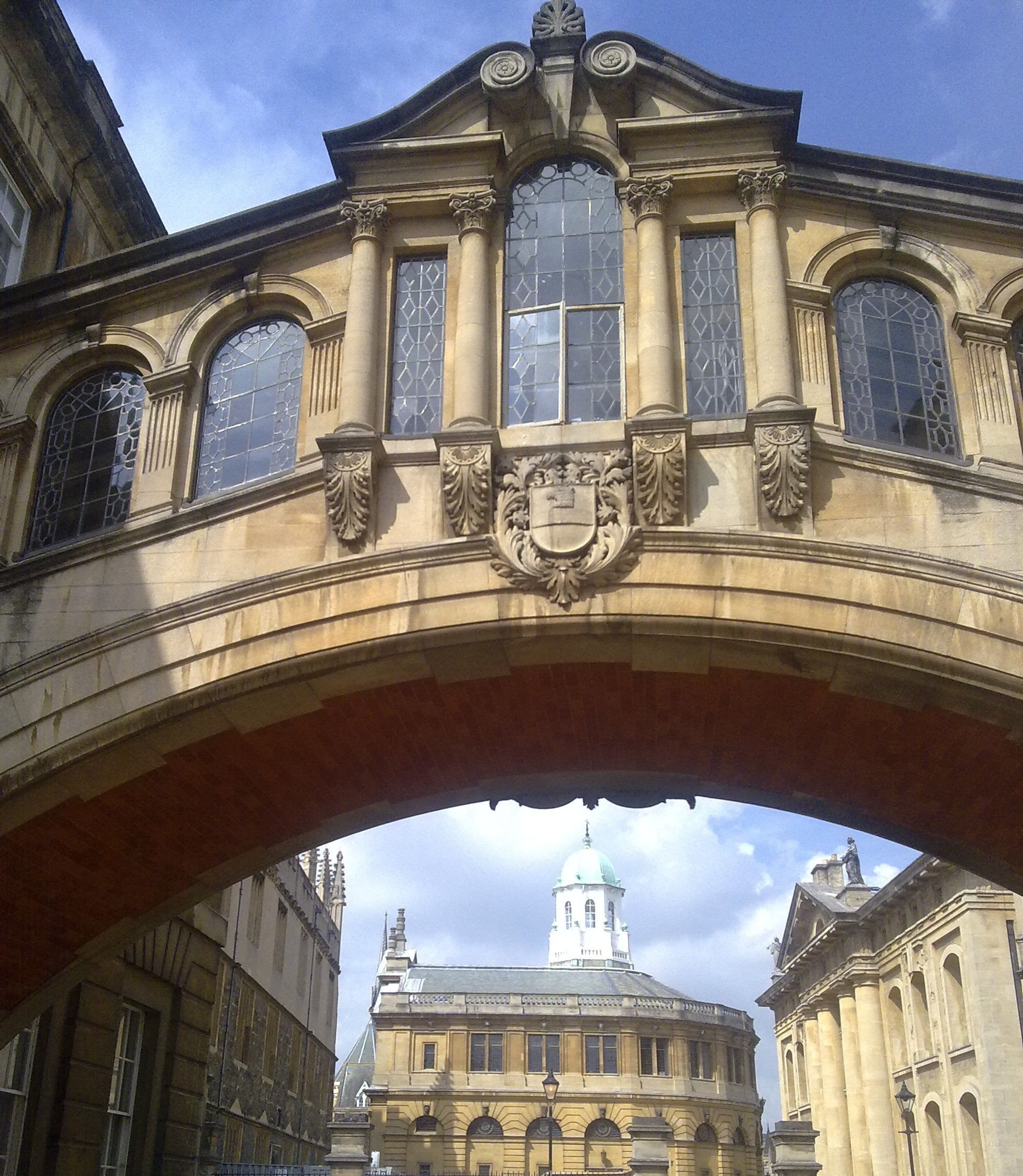
Hertford Bridge, regardant vers Catte Street, avec le Sheldonian Theatre en arrière-plan

Le pont est souvent appelé le Pont des Soupirs en raison de sa prétendue similitude avec le Pont des Soupirs plus connu de Venise.
Il y a une fausse légende disant qu'il y a plusieurs décennies, une enquête sur la santé des étudiants a été réalisée, et comme les étudiants de Hertford College étaient les plus lourds, le collège a fermé le pont pour les forcer à prendre les escaliers, leur donnant un exercice supplémentaire. Cependant, si le pont n'est pas utilisé, les élèves montent en réalité moins d'escaliers que s'ils utilisaient le pont .

## Pont
Le pont relie l'ancien et le nouveau quadrilatère du Hertford College (respectivement au sud et au nord), et une grande partie de son architecture actuelle a été conçue par Sir Thomas Jackson. Il a été achevé en 1914, malgré l'opposition du New College à sa construction. 
Le bâtiment du côté sud du pont abrite les bureaux administratifs du collège, tandis que le bâtiment nord est principalement destiné aux étudiants. Le pont est toujours ouvert aux membres du collège, que l'on voit souvent le traverser. Le pont est un monument classé Grade II .

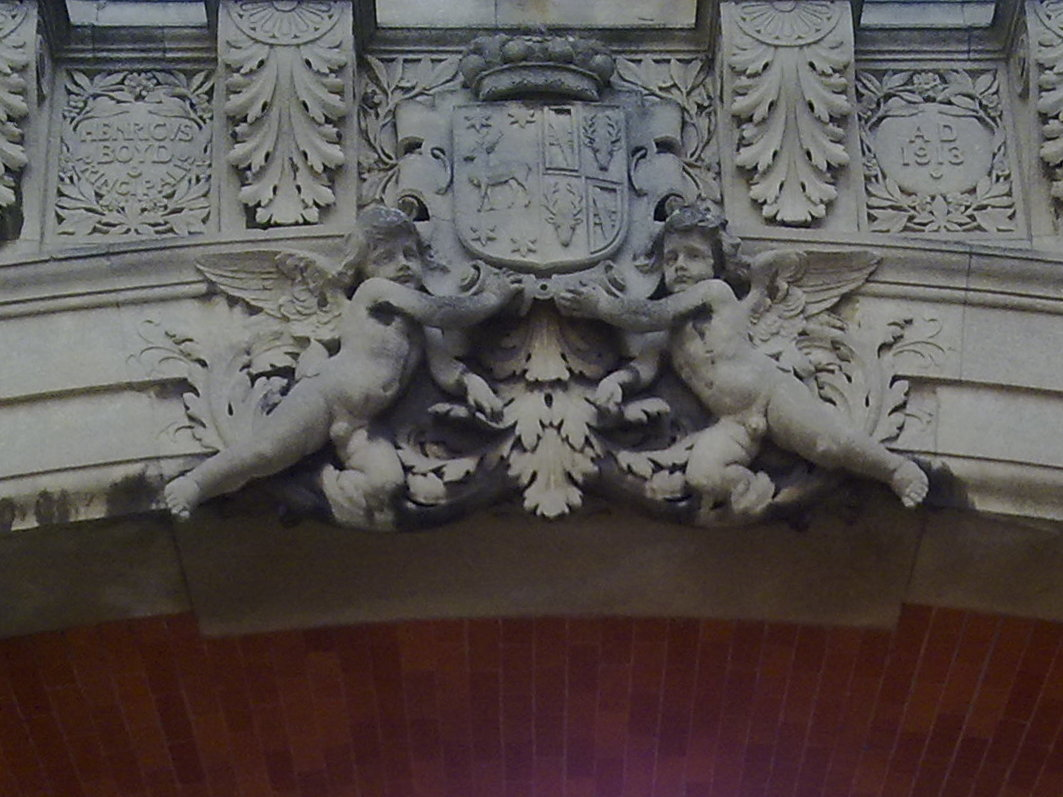
Un gros plan des armoiries sur Hertford Bridge

## Voir également
- Pont des Soupirs, Cambridge
- Pont couvert de Logic Lane, à l'University College, Oxford